# Liste der Bonner U-Bahnhöfe
Die Liste der U-Bahnhöfe in Bonn benennt die U-Bahnhöfe in Bonn. 

## Liste
| U-Bahnhof                                    | Eröffnungsdatum   | Linien             | Bild           |
| -------------------------------------------- | ----------------- | ------------------ | -------------- |
| U-Bahnhof Bonn Hauptbahnhof                  |                   | 16, 63, 66, 67, 68 | weitere Bilder |
| U-Bahnhof Universität/Markt                  |                   | 16, 63, 66, 67, 68 | weitere Bilder |
| U-Bahnhof Juridicum                          |                   | 16, 63, 66, 67, 68 | weitere Bilder |
| U-Bahnhof Bundesrechnungshof/Auswärtiges Amt |                   | 16, 63, 66, 67, 68 | weitere Bilder |
| U-Bahnhof Museum Koenig                      |                   | 16, 63, 66, 67, 68 | weitere Bilder |
| U-Bahnhof Heussallee                         |                   | 16, 63, 66, 67, 68 | weitere Bilder |
| U-Bahnhof Robert-Schuman-Platz               |                   | 66, 68             | weitere Bilder |
| U-Bahnhof Ramersdorf                         | 5. September 1981 | 66, 68             | weitere Bilder |
| U-Bahnhof Wurzerstraße                       |                   | 16, 63, 67         | weitere Bilder |
| U-Bahnhof Plittersdorfer Straße              |                   | 16, 63, 67         | weitere Bilder |
| U-Bahnhof Bonn-Bad Godesberg                 |                   | 16, 63, 67         | weitere Bilder |
| U-Bahnhof Stadthalle                         |                   | 16, 63, 67         | weitere Bilder |